# Triodontopyga vorax
Triodontopyga vorax là một loài ruồi trong họ Tachinidae.